# Pseudexogone backstromi
Pseudexogone backstromi är en ringmaskart som beskrevs av Augener 1922. Pseudexogone backstromi ingår i släktet Pseudexogone och familjen Syllidae. Inga underarter finns listade i Catalogue of Life.